# سان که کیم
سان که کیم (انگلیسی: Sun Kee Kim؛ زاده ۲۰ مه ۱۹۶۰) یک فیزیک‌دان اهل کره جنوبی است.